# Kis színjátszólepke
A kis színjátszólepke (Apatura ilia) a rovarok (Insecta) osztályának lepkék (Lepidoptera) rendjébe, ezen belül a tarkalepkefélék (Nymphalidae) családjába tartozó faj.

## Előfordulása
A kis színjátszólepke Franciaországban, Közép-Európában és Nyugat-Ázsiában található meg. Elterjedési területe dél felé Közép-Olaszországig és Észak-Görögországig terjed. Spanyolországban és Portugáliában korlátozottan fordul elő.

## Alfajok, változatok
- Apatura ilia f. ilia (törzsváltozat)
- Apatura ilia f. clytie – okker színű szalagokkal[1]

## Megjelenése
Az elülső szárny hossza 3,2–3,5 centiméter. A nagy színjátszólepkéhez (Apatura iris) hasonló, de megkülönbözteti a két pótlólagos szemfolt az elülső szárny felső oldalán és a kifelé irányuló éles fog hiánya a hátulsó szárny fehér középszalagján. A hímek szárnya éles ibolyás vagy kékes interferenciaszínnel csillog.
|  |  |

## Életmódja, élőhelye
A kis színjátszólepke erdőszéleken, meszes talajú elegyes erdők tisztásain, erdei patakok mentén
és különösen folyók, tavak menti fűz–nyár ligeterdőkben él. Fák, főleg nyárfák kicsorgó nedveit szívogatja.
A síkságokon két, a hegyvidéken évi egy nemzedéke fejlődik ki – utóbbi esetben júniustól augusztus végéig repül.
A hernyó telel át; az áttelelés előtt és után is nyárakon és füzeken él.
|  |